# Benevacantismo

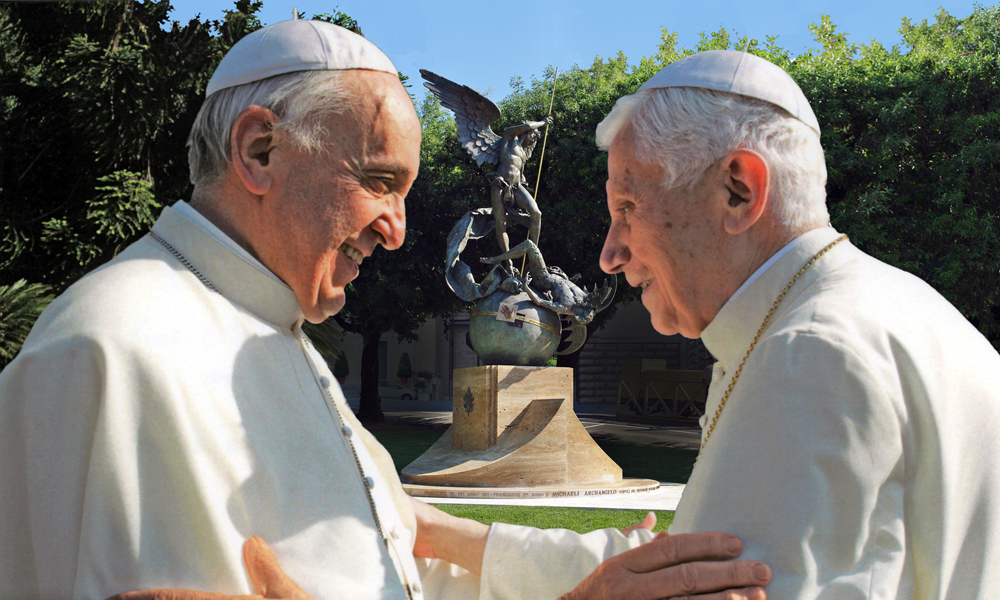
Encontro do Papa Francisco e do Papa Emérito Bento XVI em 5 de julho de 2013

Benevacantismo (uma junção de "Bento" e "sedevacantismo") é a crença de que o Papa Bento XVI não renunciou validamente ao papado e, portanto, permaneceu papa, tornando o Papa Francisco um antipapa eleito invalidamente. Os fiéis desta teoria são chamados de “benevacantistas”.
Surgindo em círculos católicos conservadores logo após a eleição do Papa Francisco em resposta à sua teologia aparentemente mais progressista, os benevacantistas especulam que a renúncia de Bento XVI foi inválida devido à compreensão que Bento tinha do papado ou por causa de pressões externas que o impediam de renunciar livremente.

## História
Em 11 de fevereiro de 2013, o Papa Bento XVI anunciou sua intenção de renunciar no Palácio Apostólico na Sala del Concistoro, em uma reunião matinal realizada para anunciar a data da canonização de 800 mártires católicos. Falando em latim, ele disse aos presentes que havia tomado "uma decisão de grande importância para a vida da igreja". Ele citou sua força deteriorada devido à idade avançada e às exigências físicas e mentais do papado. Ele também declarou que continuaria a servir a Igreja “através de uma vida dedicada à oração”.
Após a eleição do Papa Francisco, o desacordo com a abordagem aparentemente mais progressista de Francisco em relação ao papado estimulou teorias da conspiração entre os católicos conservadores. Percebendo que após sua renúncia Bento ainda usava uma batina branca (embora sem mozeta ) e ainda pedia para ser chamado pelo seu nome real (embora com o título de " emérito "), questões sobre a validade de sua renúncia começaram a surgir. Estas foram agravadas pela observação de que Bento continuou a dar a bênção apostólica em cartas escritas, um privilégio que apenas um papa reinante desfruta, e que ele manteve as Chaves do Céu em seu brasão, e continuou a usar uma versão do Anel do Pescador . Um dos primeiros escritores que falou sobre a declaração de renúncia de Bento XVI e a relação entre munus e ministerium foi o canonista italiano Stefano Violi em uma revista teológica da Universidade de Lugano em junho de 2013. 
As teorias benevacantistas postulam que, por várias razões, a renúncia de Bento foi inválida e, como tal, ele permaneceu o verdadeiro Papa até sua morte, fazendo com que Francisco fosse eleito invalidamente e se tornasse um antipapa .
As primeiras especulações eram de que o escândalo de vazamentos do Vaticano pressionou Bento XVI a renunciar. Também foi relatado na época no La Repubblica que a renúncia do papa estava ligada a uma "máfia gay" operando dentro do Vaticano: uma rede clandestina de clérigos homossexuais de alto escalão, realizando festas sexuais em Roma e no Vaticano, e envolvida com corrupção no Banco do Vaticano . Dado que o <i id="mwhg">Código de Direito Canónico</i> de 1983 estabelece que as renúncias devem ser feitas “livremente”, a coacção ou a pressão indevida para renunciar tornaria o acto inválido.
Em 2014, Bento XVI negou não ter tido total liberdade para tomar a sua decisão, e num livro de 2016, The Last Conversations, Bento XVI minimizou o rumor da "máfia gay", descrevendo-o como um grupo de quatro ou cinco pessoas que procuravam influenciar as decisões do Vaticano e que ele tinha conseguido desmantelar.
Peter Seewald, biógrafo de Bento XVI, declarou que uma insônia persistente desde a Jornada Mundial da Juventude em Colônia foi o principal motivo de sua renúncia. Após um incidente em Março de 2012 envolvendo pílulas para dormir, que o obrigou a aparecer em público apenas de manhã em viagens ao estrangeiro, Bento XVI decidiu que precisava de demitir-se antes da Jornada Mundial da Juventude no Rio de Janeiro, em Julho de 2013.
Em um discurso em maio de 2016, Georg Gänswein, secretário pessoal do Papa Bento XVI, falou de um ofício petrino "expandido", com um papa "ativo" e "contemplativo", referindo-se respectivamente a Francisco e Bento XVI. Bento XVI declarou em uma entrevista com seu biógrafo Peter Seewald que se via como um pai cujo papel mudou, mas ainda era um pai. Segundo Gänswein, Bento pretendia continuar no munus ( trad. work ) do papado.
Gänswein afirmou que Bento XVI quis dizer isso apenas em um sentido analógico e que Bento não pretendia renunciar apenas parcialmente. Entretanto, os benevacantistas acreditam que a distinção entre a palavra ministerium ( trad. ministry ) usado por Bento em sua renúncia e a palavra munus no cânon 332 do <i id="mwwA">Código de Direito Canônico</i> de 1983 §2  indicam que Bento não pretendia renunciar totalmente ao papado e, portanto, a renúncia era inválida.
O cardeal Raymond Leo Burke, antigo prefeito da Assinatura Apostólica, declarou que "seria difícil dizer que [a renúncia] não era válida", e que Bento usa as palavras "munus" e "ministerium" de forma intercambiável e sem distinção.
Outros latinistas declararam que munus e ministerium são "mais ou menos sinônimos" e que é claro que Bento quis dizer que se referiam à mesma coisa ao renunciar.
Na véspera do primeiro aniversário de sua renúncia, Bento XVI escreveu ao La Stampa para negar as especulações de que ele havia sido forçado a renunciar. "Não há a menor dúvida sobre a validade da minha renúncia ao ministério petrino", escreveu ele em carta ao jornal. “A única condição para a validade é a plena liberdade da decisão. A especulação sobre a sua invalidade é simplesmente absurda”, escreveu. Numa entrevista de 28 de Fevereiro de 2021, Bento XVI voltou a repetir a legitimidade da sua renúncia. Pelo menos cinco padres italianos foram excomungados por expressarem publicamente o Benevacantismo, bem como padres na Costa Rica, Espanha e Califórnia, e freiras na Espanha e no Texas. Carlo Maria Viganò, antigo Núncio Apostólico nos Estados Unidos, foi excomungado em 5 de julho de 2024 por razões semelhantes.